# We are not alone (John Hackett)
We are not alone is een muziekalbum van John Hackett en band. Het valt in twee delen uiteen. De eerste compact disc bevat opnamen vanuit de eigen geluidsstudio van Hackett (Hactracks) in Sheffield. De tweede compact disc bevat opnamen van een concert dat de band gaf op 7 mei 2016 in het Wesley Centre te Sheffield. De stijl van de nummers is eclectisch met invloeden van progrock tot folk en jazz.

## Musici
Voor beide cd’s geldt:
- John Hackett – zang, dwarsfluit, altfluit, toetsinstrumenten, baspedalen
- Nick Fletcher – gitaar
- Jeremy Richardson – basgitaar, zang, achtergrondzang en twaalfsnarige gitaar
- Duncan Parsons – drumstel, percussie, zangstem en toetsinstrumenten
- met Steve Hackett – mondharmonica op track 2 van cd1

## Muziek
| Nr. | Titel                                                | Duur  |
| --- | ---------------------------------------------------- | ----- |
| 1.  | Take control (John Hackett)                          | 10:11 |
| 2.  | Never gonna make a dime (John Hackett)               | 4:20  |
| 3.  | Blue skies of Marazion (John Hackett, Nick Fletcher) | 3:21  |
| 4.  | Summer lightning (John Hackett)                      | 4:20  |
| 5.  | Queenie and Elmo’s perfect day (Duncan Parsons)      | 5:16  |
| 6.  | Castles (John Hackett)                               | 4:11  |
| 7.  | Ossian’s lament (Nick Fletcher)                      | 2:20  |
| 8.  | Jericho (Jeremy Richardson)                          | 4:36  |
| 9.  | Winds of change (John Hackett)                       | 8:36  |

| Nr. | Titel                          | Duur |
| --- | ------------------------------ | ---- |
| 1.  | Another life                   | 3:44 |
| 2.  | Look up                        | 3:38 |
| 3.  | Life in reverse                | 2:52 |
| 4.  | Whispers                       | 3:40 |
| 5.  | Castles                        | 3:35 |
| 6.  | Burnt down trees               | 3:58 |
| 7.  | Queenie and Elmo’s perfect day | 4:58 |
| 8.  | Poison town                    | 4:46 |
| 9.  | Satellite                      | 3:30 |
| 10. | Ego and id                     | 4:27 |
| 11. | Mr. Magnolia                   | 2:06 |
| 12. | Libertango                     | 4:47 |
| 13. | Overnight snow                 | 2:42 |
| 14. | Stella                         | 5:10 |
| 15. | Forest                         | 4:09 |
| 16. | Headlights                     | 4:54 |
| 17. | Dreamtown                      | 4:30 |
| 18. | Magazine                       | 5:12 |
| 19. | Red hair                       | 5:04 |